# Sint-Jan Baptistkerk (Ouwegem)

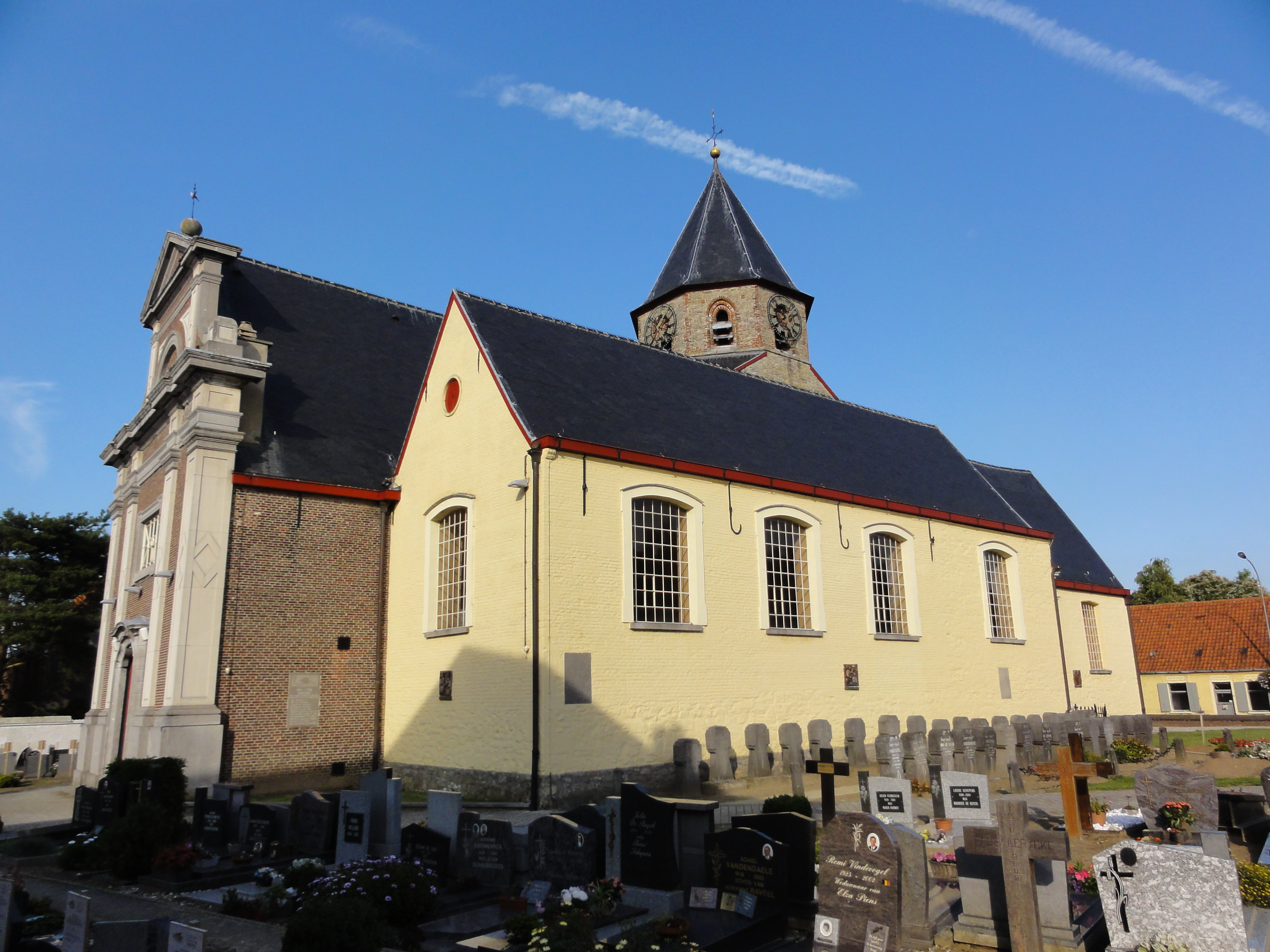
Sint-Jan Baptistkerk

De Sint-Jan Baptistkerk is de parochiekerk van de tot de Oost-Vlaamse gemeente Kruisem behorende plaats Ouwegem, gelegen aan de Ouwegemsesteenweg.

## Geschiedenis
In 1123 werd voor het eerst melding gemaakt van een kerk op deze plaats. waarvan het patronaatsrecht toen in bezit kwam van de Sint-Pietersabdij te Gent. Dit neemt niet weg dat er al eeuwen eerder een kerk kan hebben gestaan.
Uit de 12e eeuw zijn resten van een romaans kruiskerkje behouden, welke zich in de onderbouw van de vieringtoren en enkele muurresten bevinden. Uit latere tijden stammen de achtkante klokkenverdieping op de toren en het koor, welke in gotische stijl zijn.
In 1661 werd een tweede beuk toegevoegd. Wellicht werd het kerkschip herbouwd. In de 18e eeuw werd het kerkmeubilair aangepast en werden ook de vensters en het westportaal gewijzigd. In het derde kwart van de 19e eeuw werd een noordbeuk gebouwd en kwam er een sacristie naast het hoofdkoor.

## Gebouw
Het betreft een driebeukige hallenkerk met naar het westen vooruitgeschoven middenbeuk en een vieringtoren met vierkante onderbouw en achthoekige klokkengeleding. Het hoofdkoor heeft een driezijdige sluiting en de twee smallere zijkoren hebben een vlakke sluiting. Enkele delen in Doornikse steen zijn nog aanwezig van een vroegere kerk. De westgevel is in neobarokke stijl.

## Interieur
Het kerkinterieur ademt een classicistische sfeer, en is roze en witgeschilderd. De beuken worden overwelfd door gedrukte tongewelven.
Boven het hoofdaltaar vindt men het 18e-eeuws schilderij: Christene slaven vrijgekocht van de Turken door de Trinitariërs. Dit verwijst naar de Broederschap der Heilige Drievuldigheid die door de Saracenen gevangen slaven vrijkocht en te Ouwegem in 1664 werd opgericht. Uit omstreeks 1700 stamt het beeld Het Slaafje. Uit de 18e eeuw zijn ook beelden van Sint-Rochus en Sint-Barbara.
Het barokke hoofdaltaar is van 1685 en gewijd aan de Heilige Drievuldigheid. De 18e eeuwse zijaltaren zijn gewijd aan Onze-Lieve-Vrouw respectievelijk Johannes de Doper. De laatbarokke preekstoel is van 1746. Eén biechtstoel stamt nog uit de 18e eeuw. Het orgel is van 1867, vervaardigd door Pieter-Hubertus Anneessens en geplaatst in een 18e-eeuwse orgelkast.